# Anolis aliniger

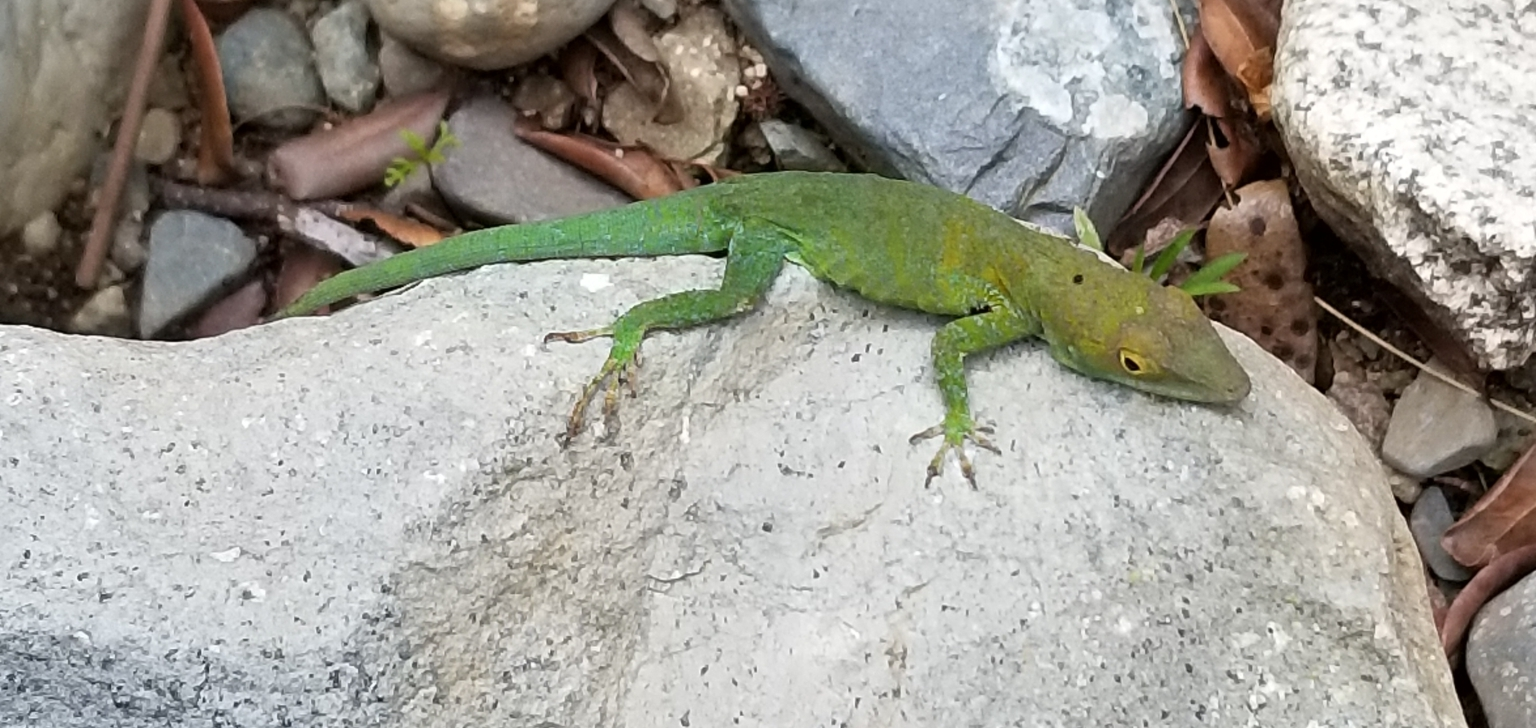
Anolis aliniger

Anolis aliniger, conocido comúnmente como Anolis de La Vega, es una especie de lagarto que pertenece al género Anolis de la familia Dactyloidae. Es endémico de la isla de La Española, específicamente se encuentra en la parte occidental de la República Dominicana.

## Descripción
El Anolis aliniger es un lagarto de tamaño moderado, con una longitud total que varía entre 50 y 80 mm. Presenta una coloración predominantemente verde en vida, aunque puede cambiar rápidamente a marrón. No posee una franja subocular blanca ni una franja blanca en el cuello lateral. Sus patas traseras son relativamente cortas, con el cuarto dedo alcanzando o ligeramente superando la apertura del oído. La bolsa axilar es profunda y generalmente carente de escamas. Los machos tienen un saco gular de color verde amarillento o marrón, con escamas longitudinales dispuestas en filas simples o no dispuestas en filas. Su cola es relativamente corta, con una relación longitud de la cola / longitud del cuerpo inferior a 1.7.

## Distribución y Hábitat
Esta especie se encuentra principalmente en las áreas montañosas de La Española, a elevaciones que oscilan entre 900 y 1680 metros sobre el nivel del mar. Habita en bosques húmedos y áreas arboladas, donde se encuentra generalmente en arbustos y árboles.

## Comportamiento y Ecología
El Anolis aliniger es ovíparo, lo que significa que se reproduce poniendo huevos. Se alimenta principalmente de insectos y otros invertebrados, que captura utilizando su lengua pegajosa.

## Conservación
Aunque su distribución geográfica se presume amplia, y su amenaza por la deforestación se reduce en las áreas protegidas de la República Dominicana, Anolis aliniger se considera de Preocupación Menor según las Categorías y Criterios de la Lista Roja de la UICN.